# Saltos ornamentais no Campeonato Mundial de Esportes Aquáticos de 2019
Os eventos dos saltos ornamentais no Campeonato Mundial de Esportes Aquáticos de 2019 ocorreram de 12 a 20 de julho de 2019, em Gwangju, na Coreia do Sul.

## Calendário
| Julho de 2019      | 12 sex | 13 sáb | 14 dom | 15 seg | 16 ter | 17 qua | 18 qui | 19 sex | 20 sáb | 21 dom | 22 seg | 23 ter | 24 qua | 25 qui | 26 sex | 27 sáb | 28 dom | Final por esportes |
| ------------------ | ------ | ------ | ------ | ------ | ------ | ------ | ------ | ------ | ------ | ------ | ------ | ------ | ------ | ------ | ------ | ------ | ------ | ------------------ |
| Saltos ornamentais | ●      | 3      | 2      | 2      | 1      | 1      | 1      | 1      | 2      |        |        |        |        |        |        |        |        | 13                 |

## Eventos
Treze eventos com atribuição de medalhas foram realizados. 
Horário local (UTC+9).
| Data        | Hora  | Evento                                                     |
| ----------- | ----- | ---------------------------------------------------------- |
| 12 de julho | 11:00 | Trampolim 1 m masculino (rodada preliminar)                |
| 12 de julho | 15:30 | Trampolim 1 m feminino (rodada preliminar)                 |
| 13 de julho | 10:00 | Trampolim sincronizado 3 m masculino (rodada preliminar)   |
| 13 de julho | 13:00 | Plataforma sincronizada 10 m misto (final)                 |
| 13 de julho | 15:30 | Trampolim 1 m feminino (final)                             |
| 13 de julho | 20:45 | Trampolim sincronizado 3 m masculino (final)               |
| 14 de julho | 10:00 | Plataforma sincronizada 10 m feminino (rodada preliminar)  |
| 14 de julho | 15:30 | Trampolim 1 m masculino (final)                            |
| 14 de julho | 20:45 | Plataforma sincronizada 10 m feminino (final)              |
| 15 de julho | 10:00 | Trampolim sincronizado 3 m feminino (rodada preliminar)    |
| 15 de julho | 13:00 | Plataforma sincronizada 10 m masculino (rodada preliminar) |
| 15 de julho | 15:30 | Trampolim sincronizado 3 m feminino (final)                |
| 15 de julho | 20:45 | Plataforma sincronizada 10 m masculino (final)             |
| 16 de julho | 10:00 | Plataforma 10 m feminino (rodada preliminar)               |
| 16 de julho | 15:30 | Plataforma 10 m feminino (semifinal)                       |
| 16 de julho | 20:45 | Evento em equipes 3 m / 10 m (final)                       |
| 17 de julho | 10:00 | Trampolim 3 m masculino (rodada preliminar)                |
| 17 de julho | 15:30 | Trampolim 3 m masculino (semifinal)                        |
| 17 de julho | 20:45 | Plataforma 10 m feminino (final)                           |
| 18 de julho | 10:00 | Trampolim 3 m feminino (rodada preliminar)                 |
| 18 de julho | 15:30 | Trampolim 3 m feminino (semifinal)                         |
| 18 de julho | 20:45 | Trampolim 3 m masculino (final)                            |
| 19 de julho | 10:00 | Plataforma 10 m masculino (rodada preliminar)              |
| 19 de julho | 15:30 | Plataforma 10 m masculino (semifinal)                      |
| 19 de julho | 20:45 | Trampolim 3 m feminino (final)                             |
| 20 de julho | 15:30 | Trampolim sincronizado 3 m misto (final)                   |
| 20 de julho | 20:45 | Plataforma 10 m masculino (final)                          |

## Medalhistas
Masculino
| Evento                                | Ouro                    | Ouro   | Prata                                | Prata  | Bronze                         | Bronze |
| ------------------------------------- | ----------------------- | ------ | ------------------------------------ | ------ | ------------------------------ | ------ |
| Trampolim 1 m individual detalhes     | CHN Wang Zongyuan       | 440.25 | MEX Rommel Pacheco                   | 420.15 | CHN Peng Jianfeng              | 415.00 |
| Trampolim 3 m individual detalhes     | CHN Xie Siyi            | 545.45 | CHN Cao Yuan                         | 517.85 | GBR Jack Laugher               | 504.55 |
| Trampolim 3 m sincronizado detalhes   | RUS Cao Yuan Xie Siyi   | 439.74 | GBR Daniel Goodfellow Jack Laugher   | 415.02 | MEX Yahel Castillo Juan Celaya | 413.94 |
| Plataforma 10 m individual detalhes   | CHN Yang Jian           | 598.65 | CHN Yang Hao                         | 585.75 | RUS Aleksandr Bondar           | 541.05 |
| Plataforma 10 m sincronizado detalhes | CHN Cao Yuan Chen Aisen | 486.93 | RUS Aleksandr Bondar Viktor Minibaev | 444.60 | GBR Tom Daley Matty Lee        | 425.91 |

Feminino
| Evento                                | Ouro                     | Ouro   | Prata                                      | Prata  | Bronze                              | Bronze |
| ------------------------------------- | ------------------------ | ------ | ------------------------------------------ | ------ | ----------------------------------- | ------ |
| Trampolim 1 m individual detalhes     | CHN Chen Yiwen           | 285.45 | USA Sarah Bacon                            | 262.00 | KOR Kim Su-ji                       | 257.20 |
| Trampolim 3 m individual detalhes     | CHN Shi Tingmao          | 391.00 | CHN Wang Han                               | 372.85 | AUS Maddison Keeney                 | 367.05 |
| Trampolim 3 m sincronizado detalhes   | CHN Shi Tingmao Wang Han | 342.00 | CAN Jennifer Abel Mélissa Citrini-Beaulieu | 311.10 | MEX Paola Espinosa Melany Hernández | 294.90 |
| Plataforma 10 m individual detalhes   | CHN Chen Yuxi            | 439.00 | CHN Lu Wei                                 | 377.80 | USA Delaney Schnell                 | 364.20 |
| Plataforma 10 m sincronizado detalhes | CHN Lu Wei Zhang Jiaqi   | 345.24 | MAS Leong Mun Yee Pandelela Rinong         | 312.72 | USA Samantha Bromberg Katrina Young | 304.86 |

Misto (Masculino e Feminino)
| Evento                                | Ouro                               | Ouro   | Prata                                   | Prata  | Bronze                              | Bronze |
| ------------------------------------- | ---------------------------------- | ------ | --------------------------------------- | ------ | ----------------------------------- | ------ |
| Trampolim 3 m sincronizado detalhes   | AUS Matthew Carter Maddison Keeney | 304.86 | CAN François Imbeau-Dulac Jennifer Abel | 304.08 | GER Lou Massenberg Tina Punzel      | 301.62 |
| Plataforma 10 m sincronizado detalhes | CHN Lian Junjie Si Yajie           | 346.14 | RUS Viktor Minibaev Ekaterina Beliaeva  | 311.28 | MEX José Balleza María Sánchez      | 287.64 |
| Equipe detalhes                       | CHN Yang Jian Lin Shan             | 416.65 | RUS Sergey Nazin Yulia Timoshinina      | 390.05 | USA Andrew Capobianco Katrina Young | 357.60 |

## Quadro de medalhas
| Ordem | País           | Medalha de ouro | Medalha de prata | Medalha de bronze | Total |
| ----- | -------------- | --------------- | ---------------- | ----------------- | ----- |
| 1     | China          | 12              | 4                | 1                 | 17    |
| 2     | Austrália      | 1               | 0                | 1                 | 2     |
| 3     | Rússia         | 0               | 3                | 1                 | 4     |
| 4     | Canadá         | 0               | 2                | 0                 | 2     |
| 5     | México         | 0               | 1                | 3                 | 4     |
| 5     | Estados Unidos | 0               | 1                | 3                 | 4     |
| 7     | Reino Unido    | 0               | 1                | 2                 | 3     |
| 8     | Malásia        | 0               | 1                | 0                 | 1     |
| 9     | Alemanha       | 0               | 0                | 1                 | 1     |
| 9     | Coreia do Sul  | 0               | 0                | 1                 | 1     |
| Total | Total          | 13              | 13               | 13                | 39    |